# Helleborus vesicarius
Helleborus vesicarius ist eine Pflanzenart aus der Gattung Nieswurz (Helleborus). Sie kommt in Syrien und in der Türkei vor.

## Beschreibung
Der Stängel ist kahl und erreicht eine Länge bis 60 Zentimeter oder mehr. Die unteren Blätter sind gestielt. Ihre äußeren Abschnitte sind lanzettlich bis eng elliptisch und an der Spitze gezähnt. Die Stängelblätter sind ähnlich geformt, allerdings meist kleiner. Sie sind oft sitzend oder fast sitzend; sind sie gestielt ist die Blattspreite herablaufend. Die Tragblätter sind den oberen Blättern ähnlich. Die Kelchblätter sind 16 bis 18 Millimeter groß und grün bis grünlich gelb. Die Balgfrüchte sind 50 bis 70 × 25 bis 32 Millimeter groß, abgeflacht und an der Mitte miteinander verwachsen. Die 3 bis 6 Samen sind 5 bis 6 Millimeter groß.
Die Chromosomenzahl beträgt 2n = 32.

## Vorkommen
Die Art ist ein ost-mediterranes Florenelement. Sie kommt in Mesopotamien und im Amanus vor. 